# Salon (místnost)

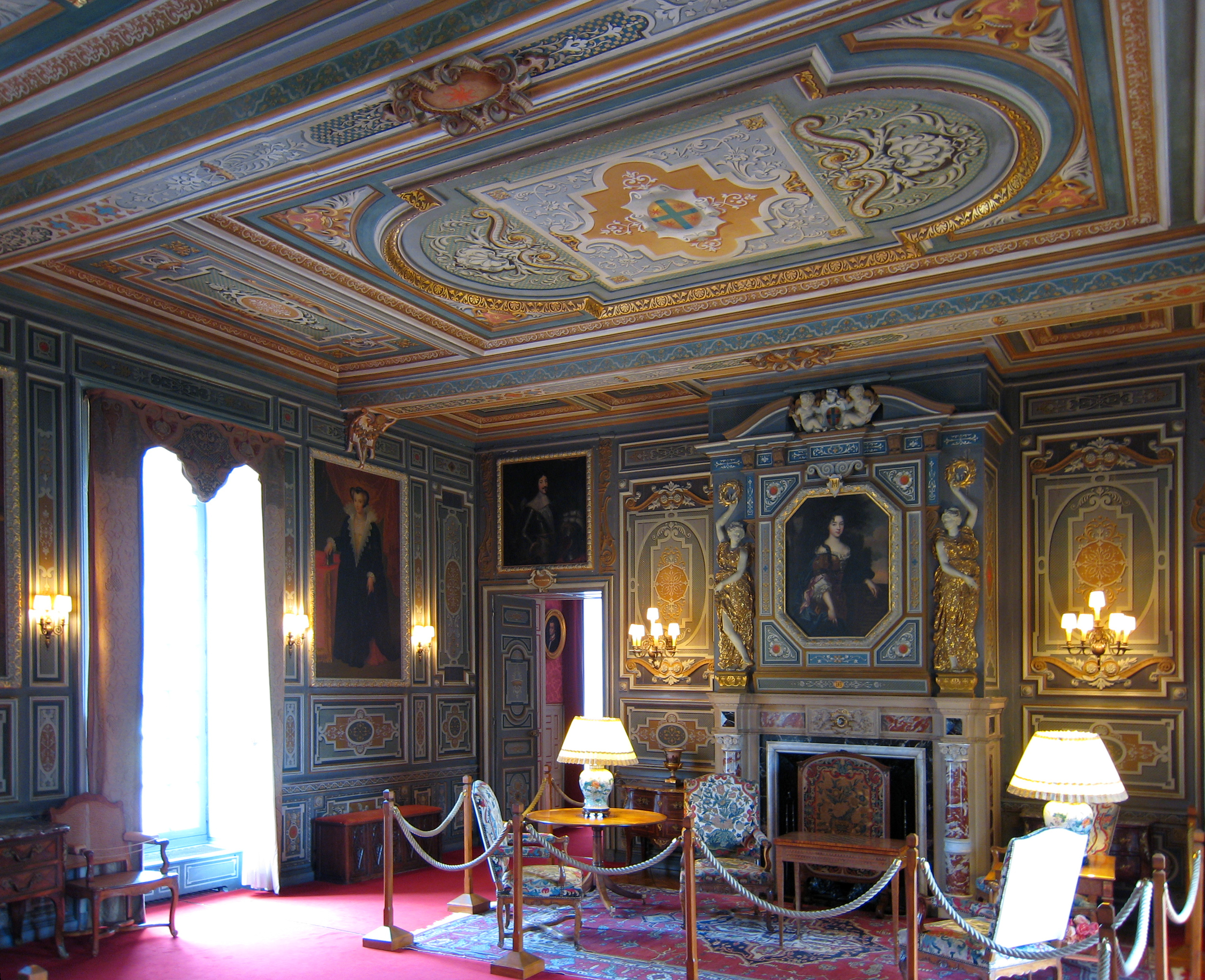
Velký salon zámku Cheverny

Salon či salón (z franzcouzského salon [salɔ̃], podle italského salone, velký sál) označuje společenskou místnost, reprezentativní přijímací místnost či sál v soukromém domě, popřípadě intimnější, klidnější prostor hotelu (také zvaný salonek). Ve francouzštině je výskyt slova znám z roku 1664 a označovalo velký, bohatě zdobený sloupový sál, často na výšku dvou podlaží. Od poloviny 18. století se tak označovaly i menší, intimnější reprezentační prostory. V 19. století se tímto slovem začaly označovat i společnosti, jež se v salonech scházely, a toto označení se začalo používat i pro jejich předchůdkyně z 18. století.